# Élections législatives ghanéennes de 1992
Les élections légisaltives ghanéennes de 1992 se tiennent le 29 décembre 1992.